# Амброзія тридільна
Амброзія тридільна, амброзія трироздільна (Ambrosia trifida) — вид рослин із родини айстрових (Asteraceae). Етимологія: лат. tri — «три», fidus — «розщеплювати, розділяти, розколювати, відокремлювати, ділити».

## Біоморфологічна характеристика
Однорічник 30–150(400+) см заввишки. Стебла прямовисні. Листки переважно супротивні; ніжки листків 10–30(70+) мм; листові пластини від округло-дельтоподібних до яйцюватих чи еліптичних, 40–150(250+) × 30–70(200+) мм, зазвичай деякі пластини 3(5)-лопатеві, краї зазвичай зубчасті, рідше цілі, поверхні шорсткуваті й залозисто-крапчасті. Вид однодомний, рослини мають суцвіття з маточковими й тичинковими квітками. Перші групуються біля основи суцвіття, а другі ростуть на кінці. Плід — реп'ях завдовжки кілька міліметрів з нечисленними крихітними шипами. 2n = 24, 48. Цвітіння: липень — листопад.

## Середовище проживання
Батьківщиною є Північна Америка — пд. Канада, США, пн. Мексика; вид адвентивний чи натуралізований у Європі, Ізраїлі, Грузії, Китаї, Кореї Японії.
Населяє порушені ділянки, смітники, вологі ґрунти; на висотах 0–1600 метрів.
В Україні вид росте по смітниках; адвентивна — у Степу, дуже рідко.

## Використання

#### як їжа
Цю рослину культивували доколумбові північноамериканські індіанці, насіння, знайдене в доісторичних місцях, у 4–5 разів більше, ніж у сучасної дикорослих рослин, що, здається, свідчить про вибіркове розведення індіанцями.

#### як ліки
Приймаючи всередину чай із листків використовують при лікуванні пневмонії, гарячки, нудоти, кишкових спазмів, діареї та слизових виділень. Листя застосовують зовнішньо при укусах комах і різних шкірних скаргах. Сік зів'ялого листя є дезінфікує й наноситься на заражені пальці ніг. Чай з коренів використовують для лікування розладів менструального циклу та інсульту. Пилок збирають у комерційних цілях і виготовляють у фармацевтичні препарати для лікування алергії на рослину.

#### інше
Червоний колір виходить із подрібнених головок. Сік рослини може забарвити шкіру в червоний колір. Волокно, отримане з високих міцних стебел цієї рослини, раніше використовувалося місцевими людьми для виготовлення ниток і мотузок.

## Галерея

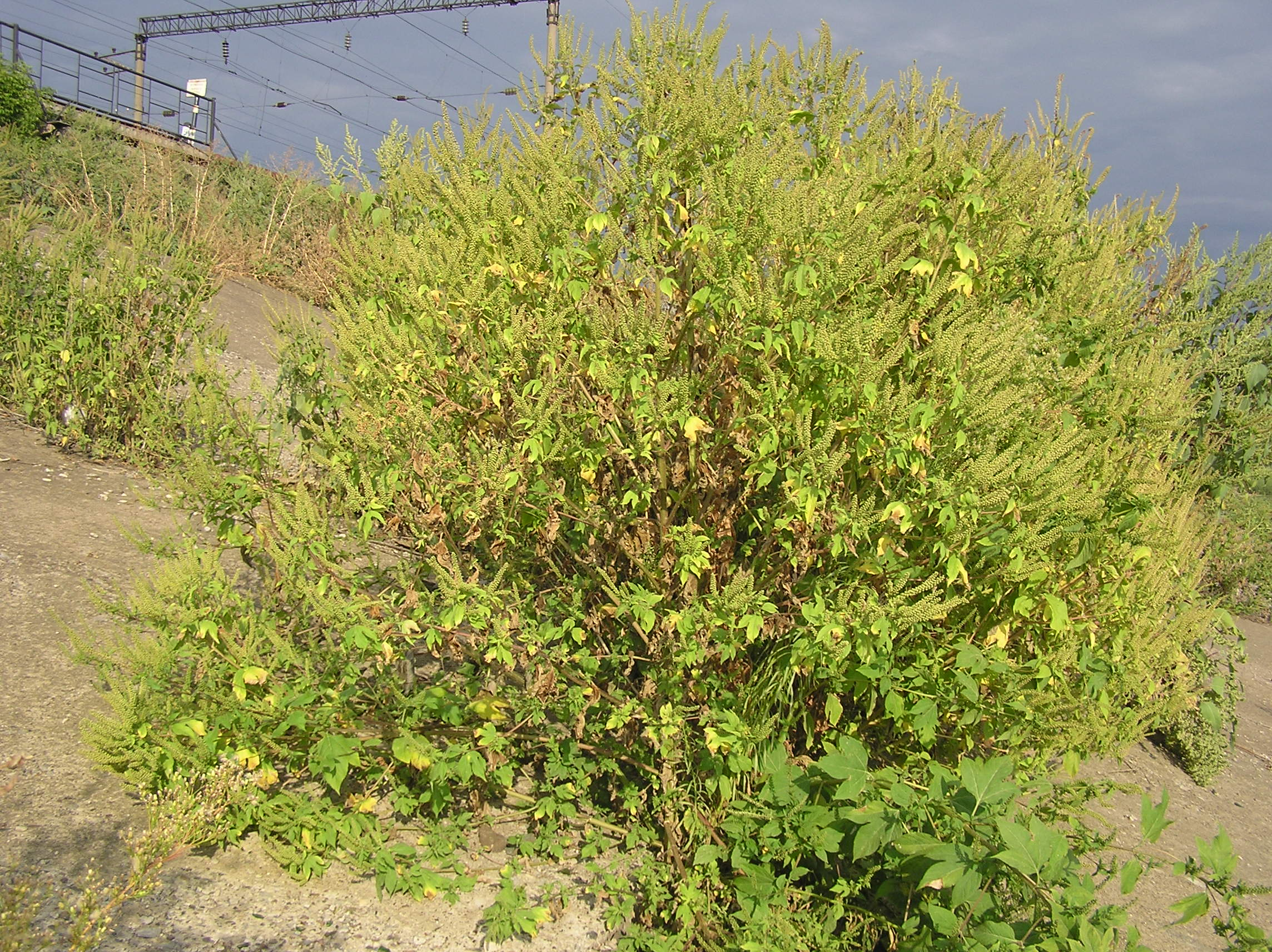
ціла рослина
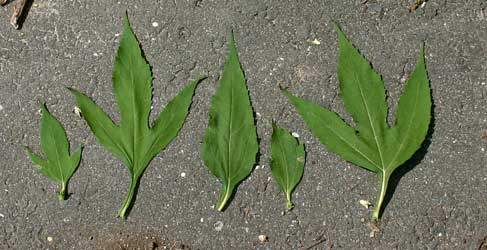
листки
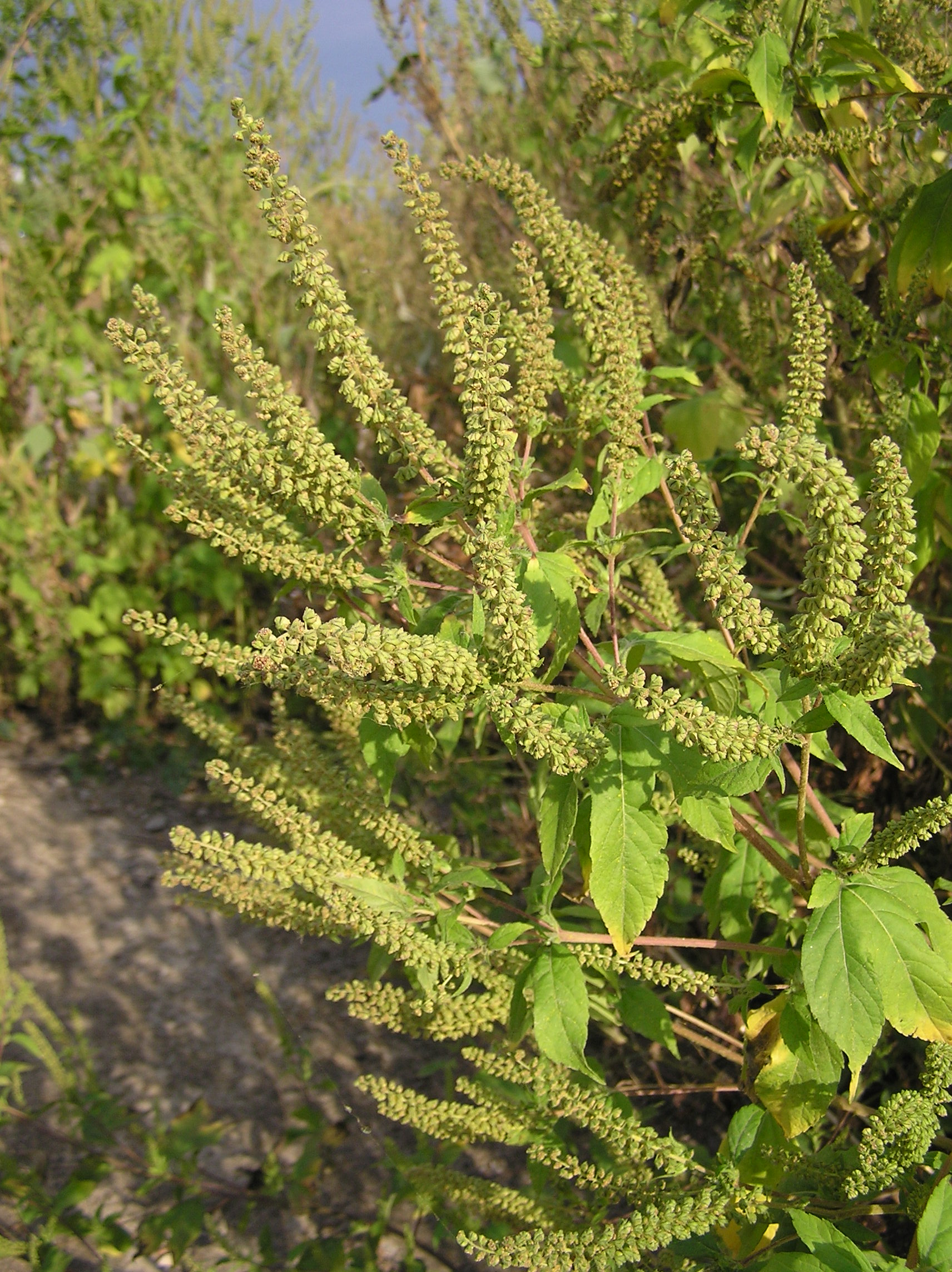
суцвіття
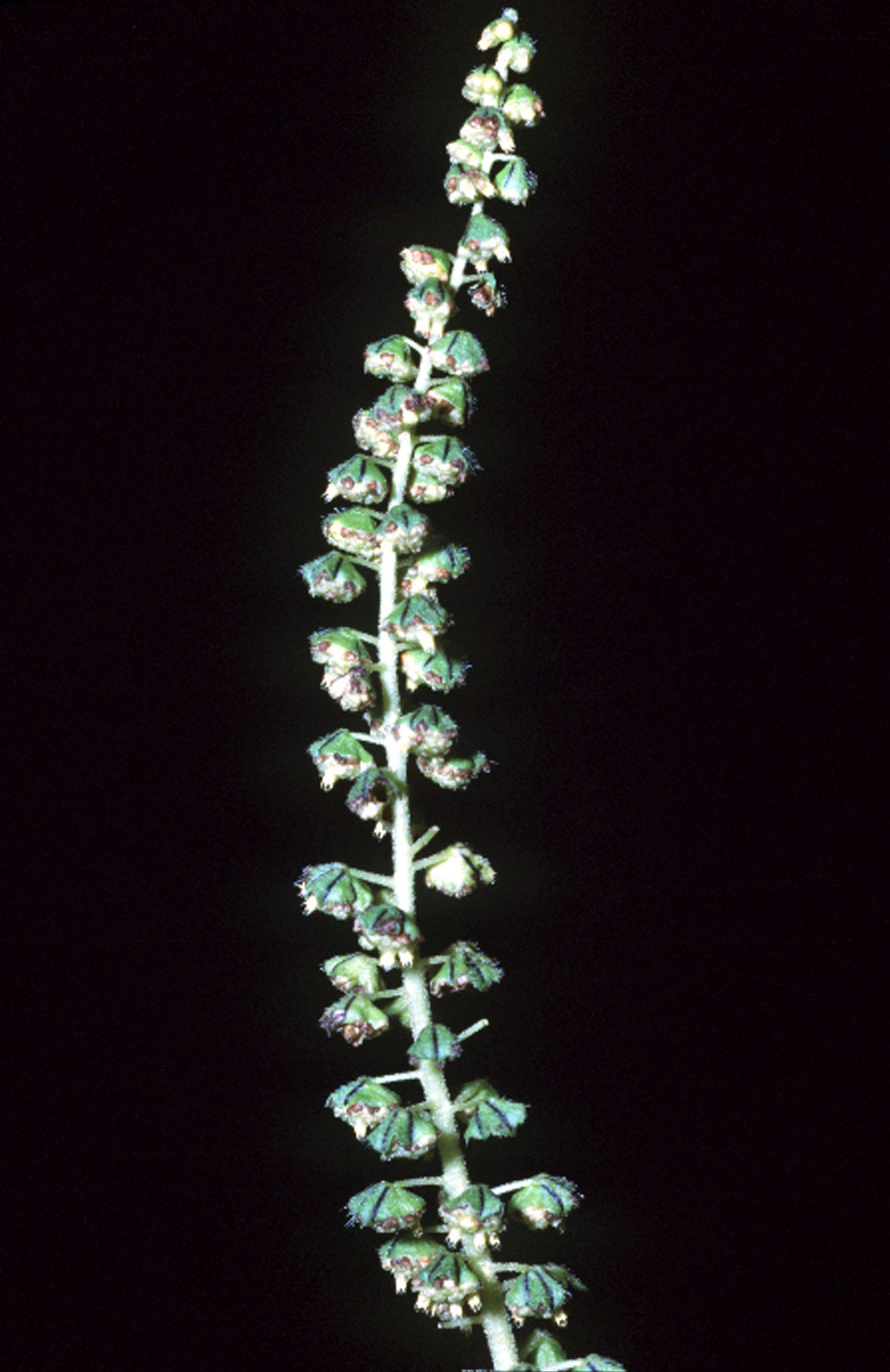
суцвіття
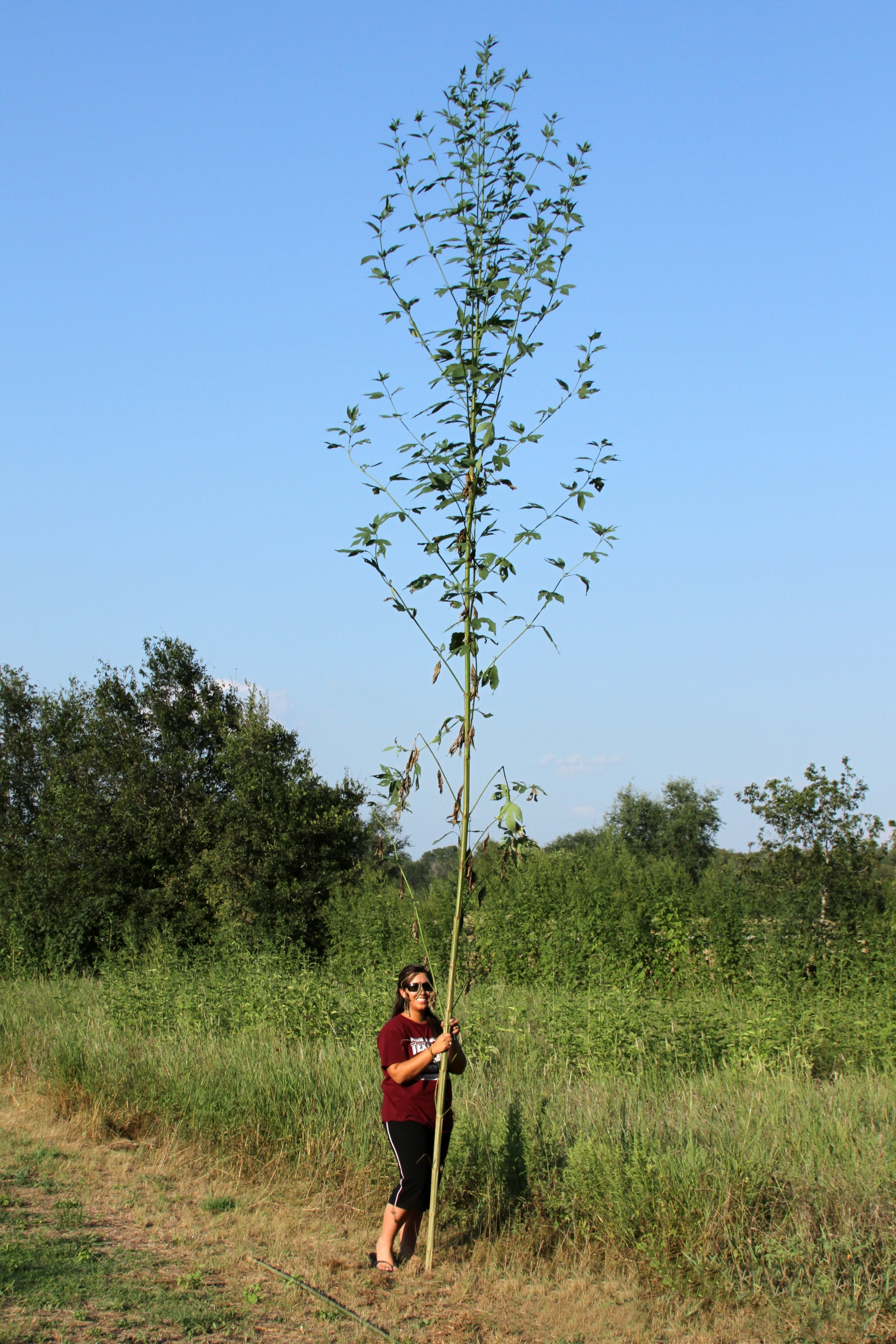
височезний екземпляр у Техасі